# Otwornicowce
Otwornicowce (Pertusariales M. Choisy ex D. Hawksw. & O.E. Erikss.) – rząd grzybów z klasy miseczniakow (Lecanoromycetes).

## Systematyka
Pozycja w klasyfikacji według Index Fungorum: Pertusariales, Ostropomycetidae, Lecanoromycetes, Pezizomycotina, Ascomycota, Fungi.
Według aktualizowanej klasyfikacji Index Fungorum bazującej na Dictionary of the Fungi do rzędu Pertusariales należą rodziny:
- Agyriaceae(inne języki) Corda 1838
- Coccotremataceae(inne języki) Henssen 1976
- Icmadophilaceae Triebel 1993 – czasznikowate
- Megasporaceae(inne języki) Lumbsch 1994
- Microcaliciaceae(inne języki) Tibell 1984
- Miltideaceae(inne języki) Hafellner 1984
- Ochrolechiaceae(inne języki) R.C. Harris ex Lumbsch & I. Schmitt 2006
- Pertusariaceae Körb. 1855 – otwornicowate
- Varicellariaceae B.P. Hodk., R.C. Harris & Lendemer ex Lumbsch & Leavitt 2018